# Camboglanna
Camboglanna (Engelse naam: Castlesteads) was een van de Romeinse forten langs de muur van Hadrianus in het noorden van Engeland. Het fort lag in het westelijk gedeelte van de muur tussen de forten van Stanwix en Banna. 
Het fort had waarschijnlijk een rechthoekig grondplan met afgerond hoeken en aan elke zijde een poort. In het fort waren gemengde cohorten van infanterie en cavalerie gelegerd. In de 2e eeuw was waarschijnlijk het Cohors IV Gallorum eq. hier gelegerd. In de 3e  was hier het Cohors II Tungrorum eq. CL gelegerd.

## Galerij

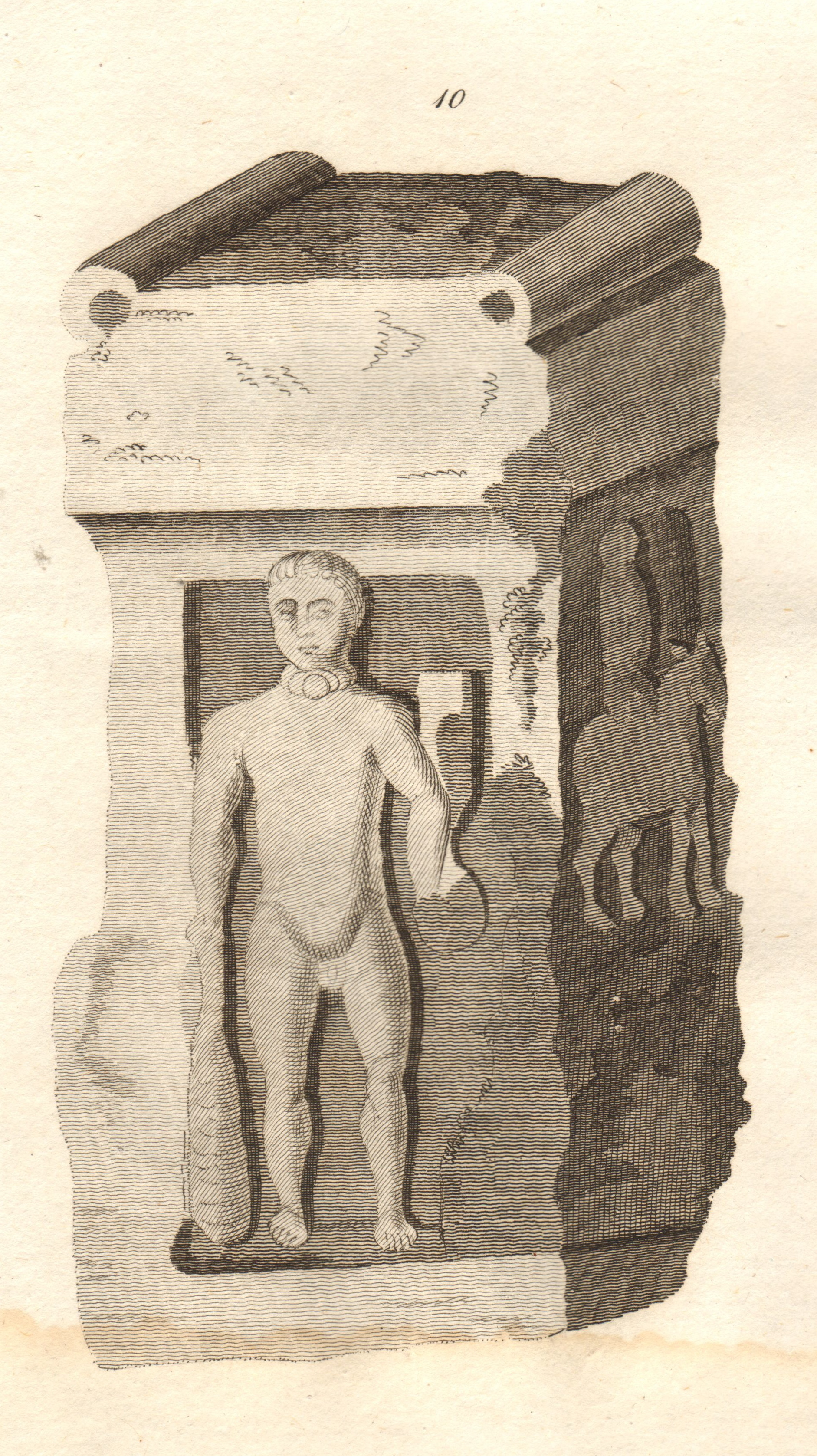
Vondst in Castlesteads
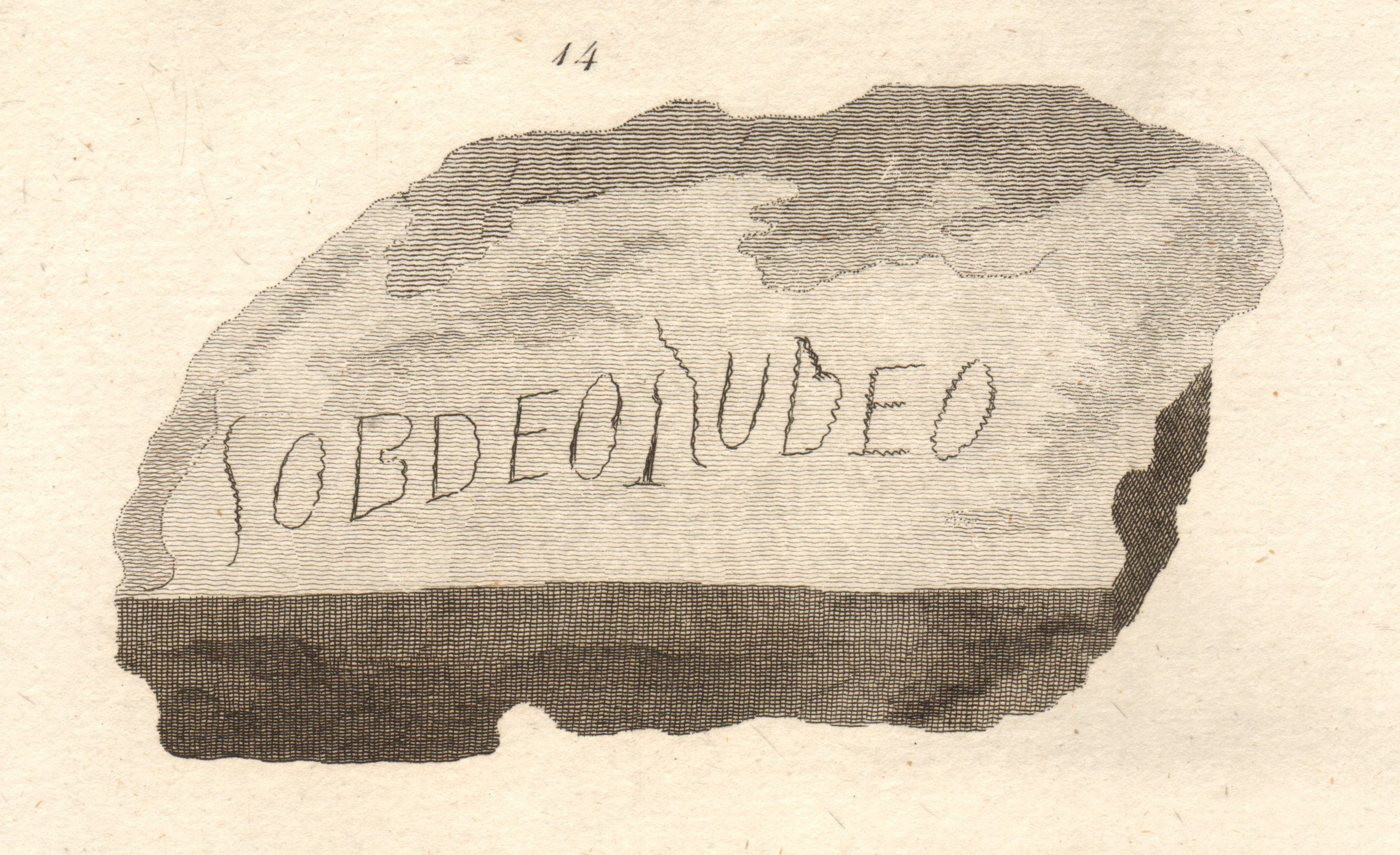
Inscriptie
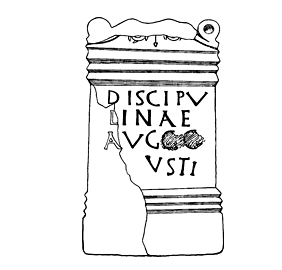
Altaar